# Malanje

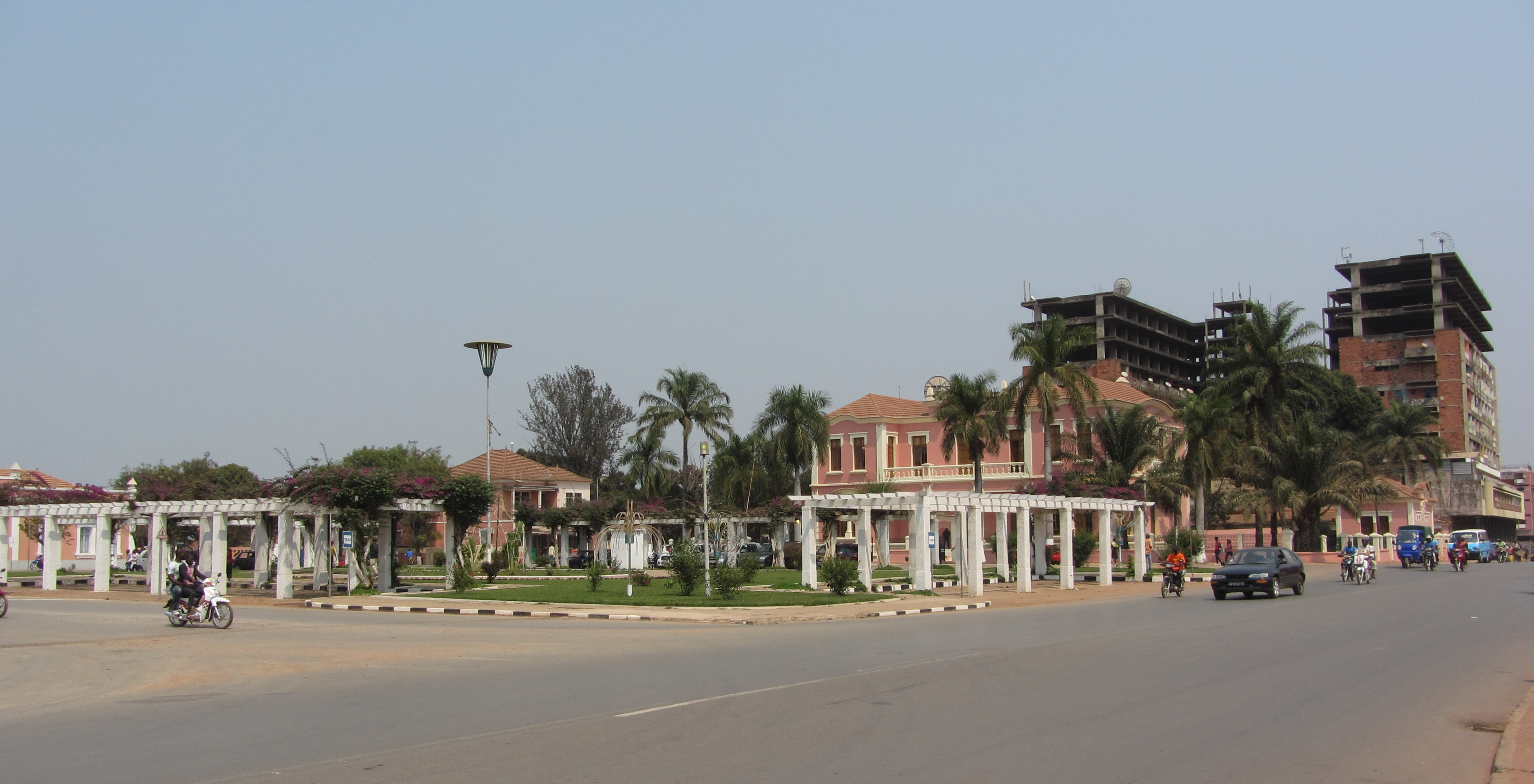
Śródmieście

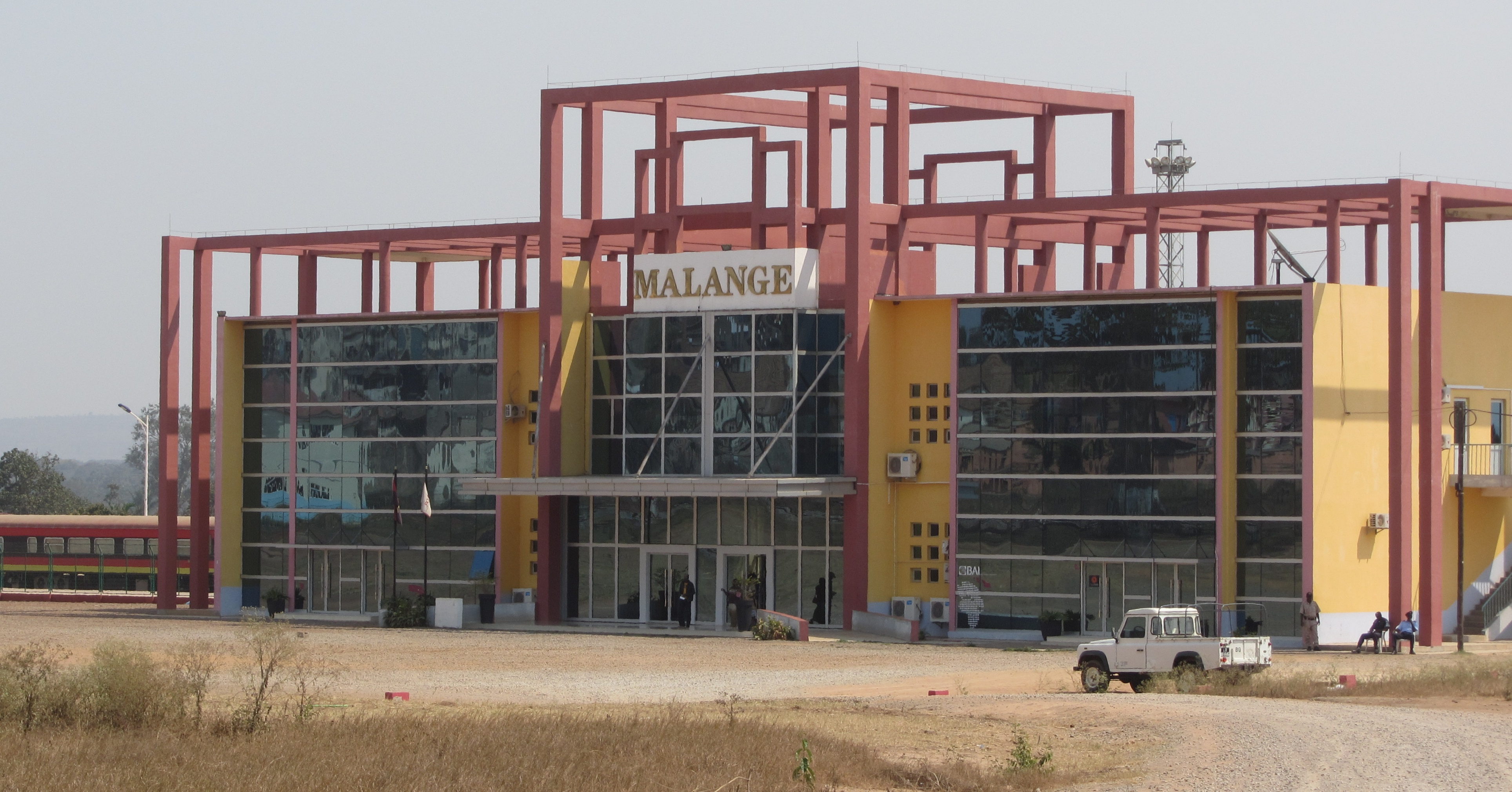
Dworzec kolejowy

Malanje – miasto w północnej Angoli, ośrodek administracyjny prowincji Malanje. Około 126 tys. mieszkańców.